# Christoffel Plantijn

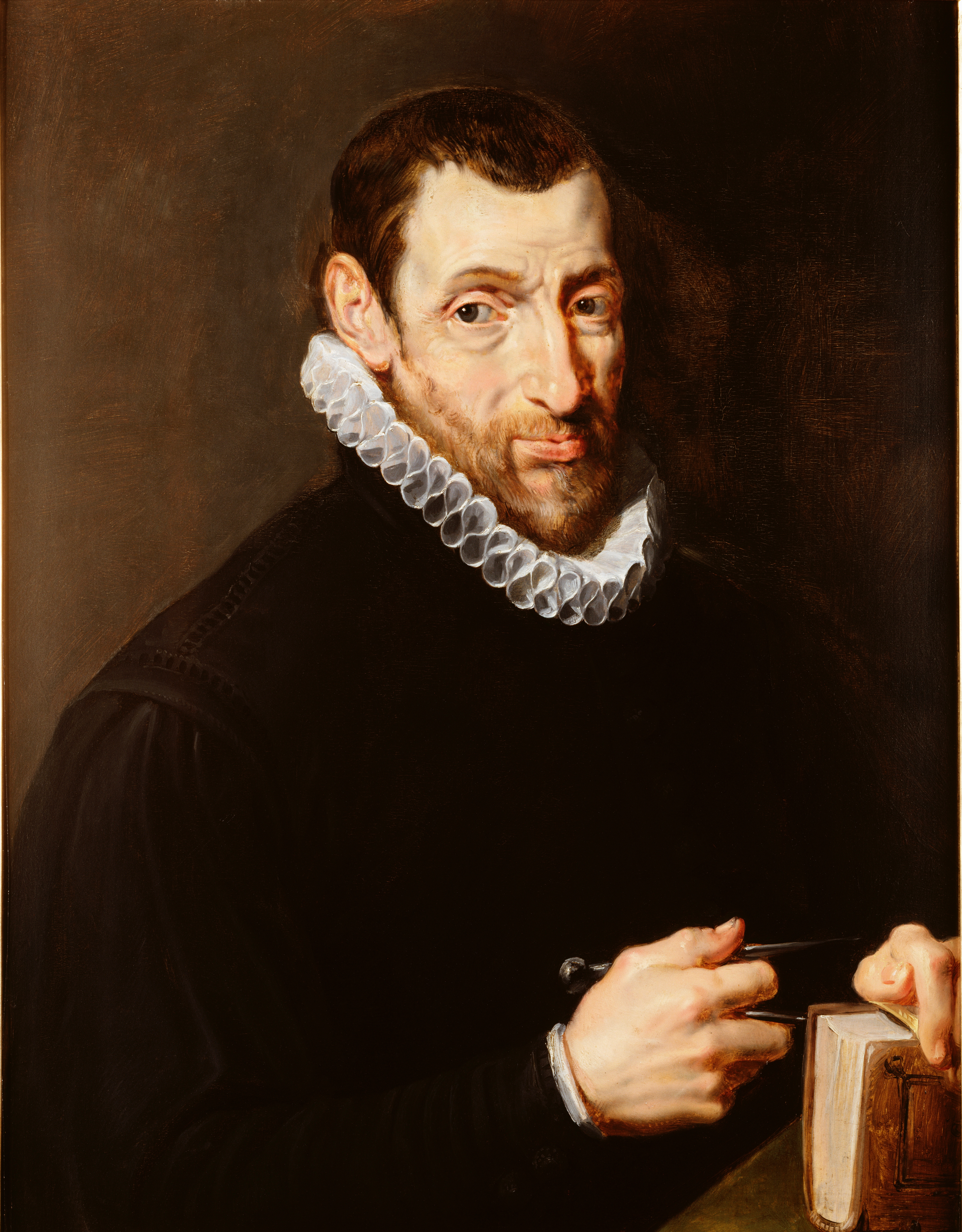
Christoph Plantin: Porträt von Peter Paul Rubens

Christophe Plantin, niederländisch Christoffel Plantijn, lateinisch Christophorus Plantinus (* um 1520 in Saint-Avertin bei Tours; † 1. Juli 1589 in Antwerpen) war ein französisch-flämischer Buchdrucker und Verleger, der im 16. Jahrhundert zu den produktivsten und einflussreichsten Vertretern in seiner Zunft gehörte.

## Leben
Nach einer Lehre bei Robert Macé in Caen ließ sich Christoffel Plantin 1549 in der flämischen Stadt Antwerpen nieder, wo er 1550 Bürger der Stadt wurde. 1555 gründete er seine eigene Druckerei. Sie war eine der größten ihrer Zeit und gilt als erste industrielle Buchdruckerei. Sie zählte bis zu 16 Druckpressen, hatte über 80 Beschäftigte und brachte zu Plantins Lebzeiten über 1000 Schriften heraus, darunter die epochemachende Weltkarte des Gerhard Mercator.
1562 wurde Plantin angeklagt, eine ketzerische Schrift gedruckt zu haben, woraufhin er für ein Jahr nach Paris floh. Der Verdacht der Ketzerei wurde ausgeräumt, und er erhielt die Unterstützung des spanischen Königs Philipp II. zum Druck der berühmten Biblia Polyglotta, die den Bibeltext parallel in den fünf Sprachen Lateinisch, Griechisch, Hebräisch, Altsyrisch und Chaldäisch enthält (1567–1572).
Plantin machte seinen Verlag zu einem Treffpunkt für bedeutende Humanisten wie Justus Lipsius. 1570 erhielt er vom streng katholischen spanischen König Philipp II. und der Kirche das Monopol, alle liturgischen Bücher für Spanien, die Spanische Niederlande und Spaniens Kolonien herstellen zu dürfen. Zugleich wurde Plantin offizieller Drucker der protestantischen niederländischen Generalstaaten.
1583 ging Plantin wegen Kriegswirren als Universitätsdrucker nach Leiden, was ihm ein Jahresgehalt von 200 Gulden sicherte. 1585 wechselte er nach Köln, wo 1588 auch der junge Crispin de Passe d. Ä. Kupferstiche für ihn fertigte. 1589 kehrte Plantin nach Antwerpen zurück; im selben Jahr starb er.

## Vermächtnis
Die Leidener Niederlassung der Druckerei übernahm nach Plantins Tode sein Schwiegersohn Franciscus Raphelengius der Ältere (1539–1597). Die ehemalige Druckerei in Antwerpen ging an den anderen Schwiegersohn Jan Moretus (1543–1610) und wurde später zum Plantin-Moretus-Museum und 2005 in die Liste des Weltkulturerbes der UNESCO aufgenommen.

## Ehrungen
- Nach Plantijn ist die Schriftart „Plantin“ benannt, auf welcher die bis heute populäre Serifenschrift Times New Roman basiert.
- Im August 1996 wurde der Asteroid (6808) Plantin nach ihm benannt.